# Meiereisee und Kriegbuschwiesen
Meiereisee und Kriegbuschwiesen este o arie protejată (arie specială de conservare — SAC, sit de importanță comunitară — SCI) din Germania întinsă pe o suprafață de 117,23 ha, integral pe uscat.

## Localizare
Centrul sitului Meiereisee und Kriegbuschwiesen este situat la coordonatele 52°00′49″N 13°50′27″E / 52.0136°N 13.8408°E.

## Înființare
Situl Meiereisee und Kriegbuschwiesen a fost declarat sit de importanță comunitară în septembrie 2000.

## Biodiversitate
Situată în ecoregiunea continentală, aria protejată conține 6 habitate naturale: Fânețe de joasă altitudine (Alopecurus pratensis, Sanguisorba officinalis), Mlaștini turboase de tranziție și turbării mișcătoare, Depresiuni pe substraturi de turbă de Rhynchosporion, Păduri de stejar sau de stejar și carpen sub-atlantice și medio-europene de Carpinion betuli, Mlaștini împădurite, Păduri aluvionare cu Alnus glutinosa și Fraxinus excelsior (Alno-Padion, Alnion incanae, Salicion albae).
La baza desemnării sitului se află o specie protejată de  mamifere: vidră de râu (Lutra lutra).